# Paolo Scquizzato
Paolo Scquizzato (Torino, 30 settembre 1970) è un presbitero e scrittore italiano.

## Biografia
Cresciuto a Beinasco, dopo alcuni anni di volontariato presso la Piccola Casa della Divina Provvidenza di Torino, entra nel Seminario della medesima realtà per essere ordinato presbitero nel maggio del 1998 entrando così a far parte della Società dei sacerdoti di San Giuseppe Benedetto Cottolengo. 
Ha conseguito il baccellierato in Teologia presso al Facoltà teologica dell'Italia settentrionale (Sezione staccata di Torino) nel 1998, si è specializzato a Roma in Teologia Spirituale nell’Anno Accademico 2001-2002 con una tesi dal titolo Il mondo come luogo dell'appuntamento con Dio spunti di riflessione a partire dall’opera di Dietrich Bonhoeffer.
È stato responsabile della Casa di Spiritualità Mater Unitatis  di Druento dal 2006 al 2018.
Dal 2019 vive e lavora presso la Diocesi di Pinerolo.
Si occupa di formazione spirituale, con particolare attenzione al dialogo con la cultura contemporanea in attento ascolto delle tradizioni spirituali non-cristiane .
È fondatore dell’Associazione Scuola Diffusa del Silenzio, con l’intento di promuovere la cultura e la pratica del Silenzio nella vita quotidiana.
Pratica e insegna Meditazione Silenziosa sulla scorta degli insegnamenti di John Main. Teologicamente è vicino al nuovo paradigma del Transteismo. 
Dal 2006 è docente di Antropologia Teologica presso l'Università Cattolica del Sacro Cuore.
Dal 1998 è guida Biblica in Palestina e Israele. Organizza e accompagna viaggi in diverse parti del mondo con l’intento di coltivare soprattutto in zone desertiche, la pratica della Meditazione. 
Dal 2023 fa parte del Consiglio di Redazione della Rivista Appunti di Viaggio e dal medesimo anno è curatore della nuova Collana Il giardino del Silenzio della Casa Editrice Gabrielli
Ha pubblicato diversi libri su temi relativi alla spiritualità e alla meditazione. Alcuni tradotti in polacco, tedesco, portoghese, spagnolo e coreano.

## Opere
- Come un principio. Riflessioni sul libro della Genesi, Effatà, 2010, ISBN 978-88-7402-575-6.
- L'inganno delle illusioni. I sette vizi capitali tra spiritualità e psicologia, Effatà, 2010, ISBN 978-88-7402-650-0.
- Elogio della vita imperfetta. La via della fragilità, Effatà, 2013, ISBN 978-88-7402-877-1.
- Padre nostro che sei all'inferno, Effatà, 2013, ISBN 978-88-7402-826-9.
- La domanda e il viaggio. A proposito di vita spirituale, Effatà, 2014, ISBN 978-88-7402-876-4.
- E ultima verrà la morte... e poi? Riflessioni sul vivere e il vivere ancora, Effatà, 2015, ISBN 978-88-6929-032-9.
- Ancor meglio tacendo. La preghiera cristiana, Effatà, 2016, ISBN 978-88-6929-167-8.
- Ma che occhi grandi che hai. Fiabe e Vangelo, Effatà, 2017, ISBN 8869292924.
- Ogni storia è storia sacra. Il Vangelo secondo Matteo. Pagine scelte, Edizioni Paoline, 2019, ISBN 978-88-315-5186-1.
- Dalla cenere la vita, Edizioni Paoline, 2019, ISBN 978-88-315-5089-5.
- Ascolatare l’inaudito. Il Vangelo secondo Marco. Pagine scelte, Edizioni Paoline, 2020, ISBN 978-88-315-5254-7.
- Paolo Scquizzato (a cura di), La goccia che fa traboccare il vaso, La preghiera nella grande prova, Gabrielli Editori, 2020, ISBN 978-88-6099-435-6.
- La ferita e la luce. 40 meditazioni per spiriti inquieti, Effatà, 2021, ISBN 978-88-6929-669-7.
- Trasformati e diventa. Il Vangelo secondo Luca. Pagine scelte, Edizioni Paoline, 2021, ISBN 978-88-3155-395-7.
- Paolo Scquizzato e Paolo Pellegrino, Terra Santa, nei luoghi di Gesù. Un viaggio alle origini, Effatà, 2022, ISBN 978-88-6929-805-9.
- I cinque sensi. Per una mistica della carne, Appunti di Viaggio, 2022, ISBN 979-12-80814-03-6.
- Conversazioni intorno al fuoco. Meditazione e tradizioni spirituali, Edizioni Lindau, 2022, ISBN 978-88-3353-821-1.
- Se non lo cerchi lo trovi. Introduzione alla Meditazione silenziosa, Edizioni Paoline, 2023, ISBN 978-88-3155-518-0.
- Paolo Scquizzato (a cura di), Del male, di Dio e del nostro amore. Ventuno dialoghi e un saggio, Gabrielli Editori, 2023, ISBN 978-88-6099-538-4.
- Che fine fanno le onde del mare?, Effatà, 2023, ISBN 978-88-6929-014-5.
- Venire alla Luce, Riflessioni per un tempo di crisi, Gabrielli Editori, 2024, ISBN 978-88-6099-567-4.
- Paolo Scquizzato, Federico Faggin, Paolo Gamberini, Annamaria Corallo e Luciano Locatelli, Resurrezione. Fisica quantistica, teologia e mistica a confronto, prefazione di Alessandro Barban, Gabrielli Editori, 2024, ISBN 978-88-6099-589-6.

### Altro
- Claudia Fanti, Oltre Dio. In ascolto del Mistero senza nome, a cura di Losé María Vigil, prefazione di Paolo Scquizzato, Gabrielli Editori, 2021, ISBN 978-88-6099-458-5.
- Claudia Fanti, Quale Dio, quale cristianesimo. La metamorfosi della fede nel XXI secolo, postfazione di Paolo Scquizzato, Gabrielli Editori, 2022, ISBN 978-88-6099-502-5.
- Raffaella Arrobbio, Fratelli spirituali, Gotama il Buddha, Gesù il Cristo. Due voci, un’unica esperienza spirituale, prefazione di Paolo Scquizzato, Gabrielli Editori, 2023, ISBN 978-88-6099-552-0.
- Mario Zanotti, La vita in Dio, prefazione di Paolo Scquizzato, Cittadella Editrice, 2024, ISBN 978-88-3081-912-2.
- José Arregi, L'Infinito prima di Dio, prefazione di Paolo Scquizzato, Gabrielli Editori, 2024, ISBN 978-88-6099-586-5.